# Вода, ваздух и слобода
Вода, ваздух и слобода је седми студијски албум Сеје Калача, који је издат 2003. године за издавачку кућу Grand Production на аудио-касети и у.

## Списак песама
| №  | Назив                           | Трајање |  |
| 1. | Вода, ваздух и слобода          |         |  |
| 2. | Поломићу све што је од стакла   |         |  |
| 3. | Фајронт                         |         |  |
| 4. | Лажу те                         |         |  |
| 5. | Не верујем жени са плавим очима |         |  |
| 6. | Градски момак                   |         |  |
| 7. | Тика так (Дует са Стојом)       |         |  |
| 8. | Шеила                           |         |  |